# Santa Maria de Darnius
Santa Maria és una església parroquial al centre del poble de Darnius (l'Alt Empordà). L'edifici fou construït en els segles XII o XIII. Les seves dimensions superen les dels temples de la rodalia com les esglésies de Maçanet de Cabrenys, Agullana i la Vajol, amb les quals manté uns estrets paral·lels tipològics que fan pensar en la intervenció en totes elles de tallers o grups de picapedrers molt relacionats entre si. A més, totes presenten la mateixa característica d'haver estat construïdes amb carreus de granit, pedra, per altra banda, molt abundant en aquestes contrades. L'única data segura que hi ha de Santa Maria de Darnius és la de la sagristia. A la llinda de la porta que la comunica amb el presbiteri es llegeix: "DEUM -RD LUCAS ROGER- 1696".

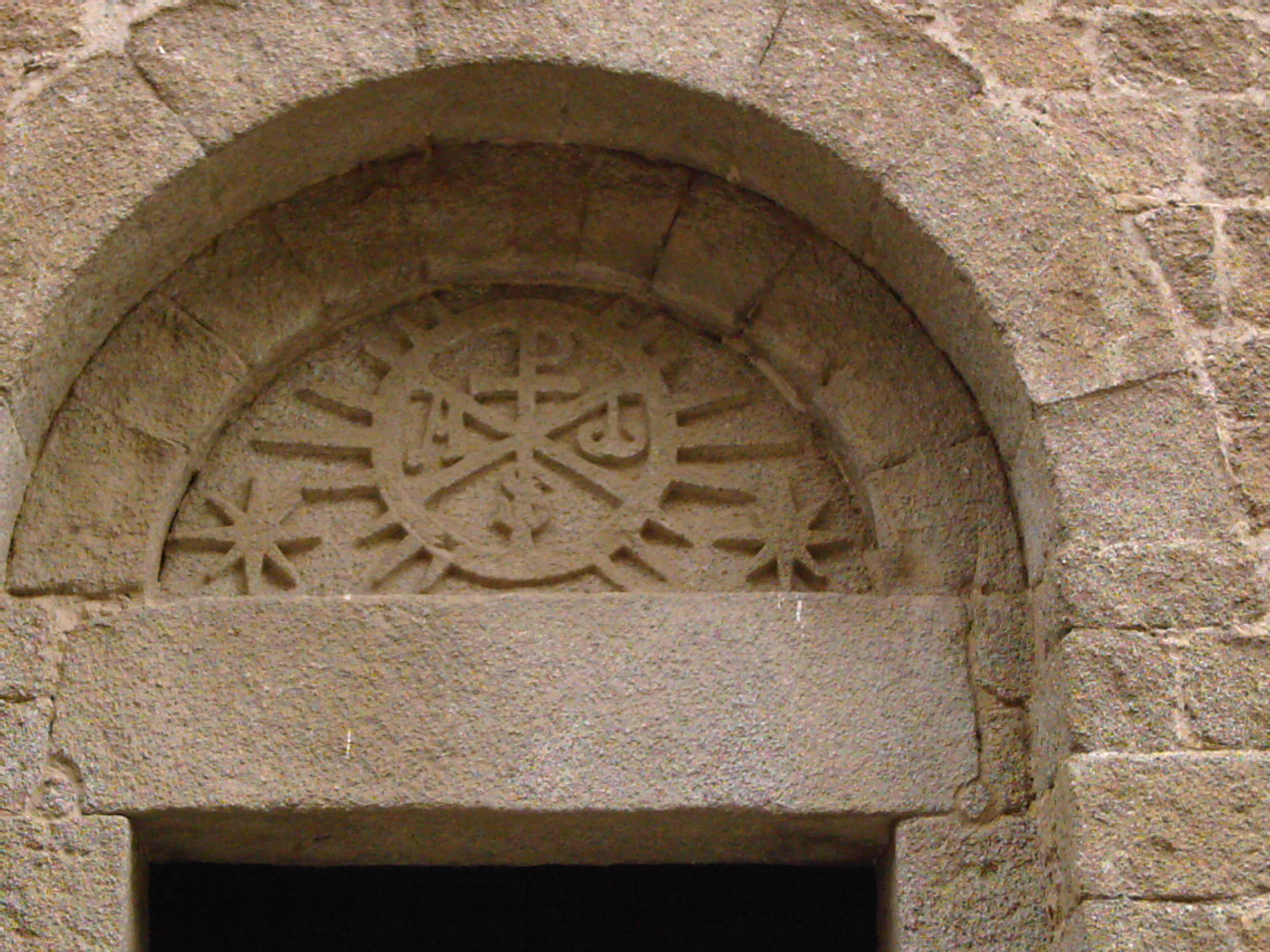
Aspecte del crismó

És un temple d'una nau de planta rectangular i absis semicircular. L'única dissonància respecte a aquest esquema és la sagristia, de planta també rectangular, que es troba al costat de tramuntana de la capçalera. L'accés al temple es realitza a través de dues portes situades al mur de migdia. La més notable s'obra a llevant, i presenta dos arcs en degradació, llinda i timpà. Totes les finestres són de doble esqueixada i d'arcs monolítics de mig punt. Damunt la façana occidental s'observen les pilastres del campanar de cadireta romànic, el qual en el segle xvii fou substituït per la torre que avui encara s'aixeca a l'extrem nord de la façana. Aquesta emergència arquitectònica té planta quadrada i la seva part superior quatre obertures amb arcs de mig punt i coberta apiramidada. A l'interior trobem una volta apuntada. Tot i que no és visible en planta s'aconsegueix marcar una clara separació entre la nau i el presbiteri gràcies a l'arc triomfal, doble i també apuntat. L'aparell de tot l'edifici està compost per carreus de granit ben escairats.
Uns cossos sobremuntats damunt els murs romànics ens indiquen una intervenció durant els segles XVI o XVII. Aquesta es realitzà per dotar al temple d'elements que contribuïssin a la seva defensa militar (matacà sobre la porta, espitlleres en els murs afegits, etc.). Al mur de migdia s'obren les dues portes del temple de Sta. Maria. Una d'elles, la situada més a llevant, presenta dos arcs de mig punt en gradació, llinda i timpà. En aquest darrer observem una decoració en baix relleu d'un notable interès iconogràfic. Es tracta d'un crismó emmarcat per una orla que representa el sol i dues petites estrelles de vuit puntes, una a cada banda. La lectura del crismó ens permet assegurar que estem davant una representació de la Trinitat. Així, la P superior s'identifica amb el Pare; l'alfa i l'omega amb el Fill; la lletra restant, la S, amb l'Esperit Sant. El crismó ha deixat d'ésser un monograma de Crist per ésser un monograma de la Trinitat. Aquest canvi en el seu significat ja el trobem a Jaca, i a altres temples peninsulars d'inicis del romànic. El fet que el crismó aparegui emmarcat pel sol és una referència més al misteri de la Trinitat. En aquest sentit cal recordar que un dels símils il·lustratius que Roldan donà al musulmà Ferragut per demostrar-li l'existència de la Trinitat és el de l'astre solar. Les estreles representen, amb les vuit puntes, les idees d'eternitat i pas a una nova vida.